# Solenopsis stricta
Solenopsis stricta är en myrart som beskrevs av Carlo Emery 1896. Solenopsis stricta ingår i släktet eldmyror, och familjen myror.

## Underarter
Arten delas in i följande underarter:
- S. s. foederata
- S. s. stricta

## Bildgalleri

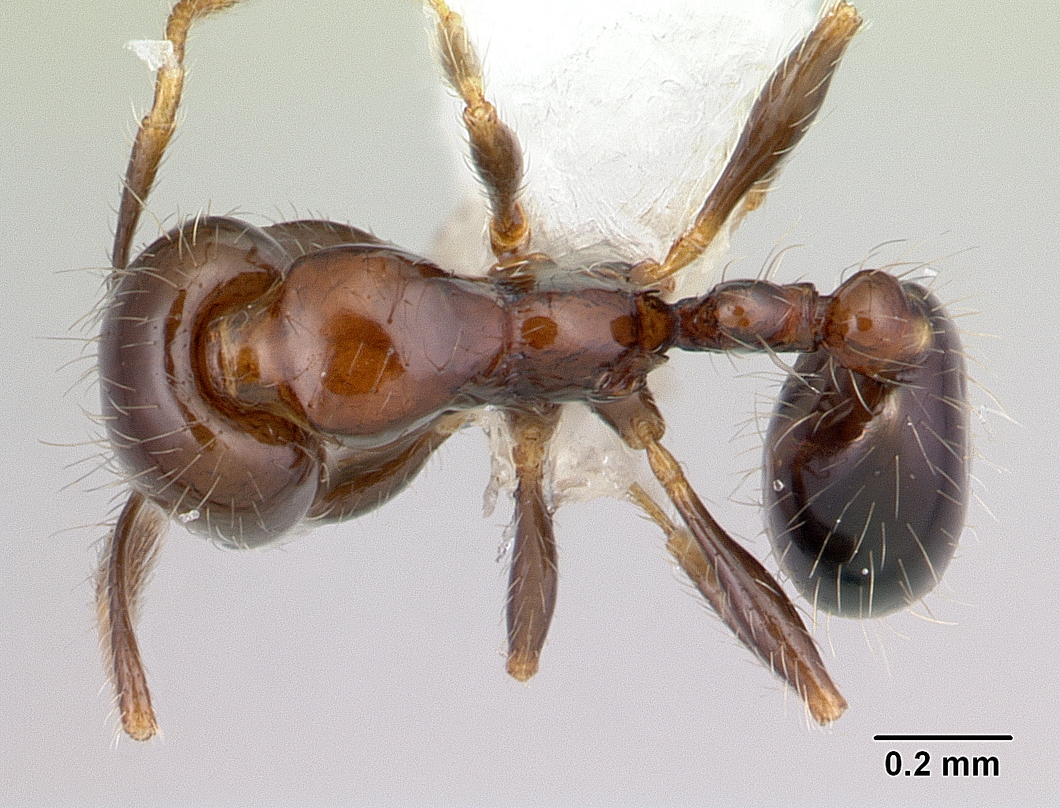
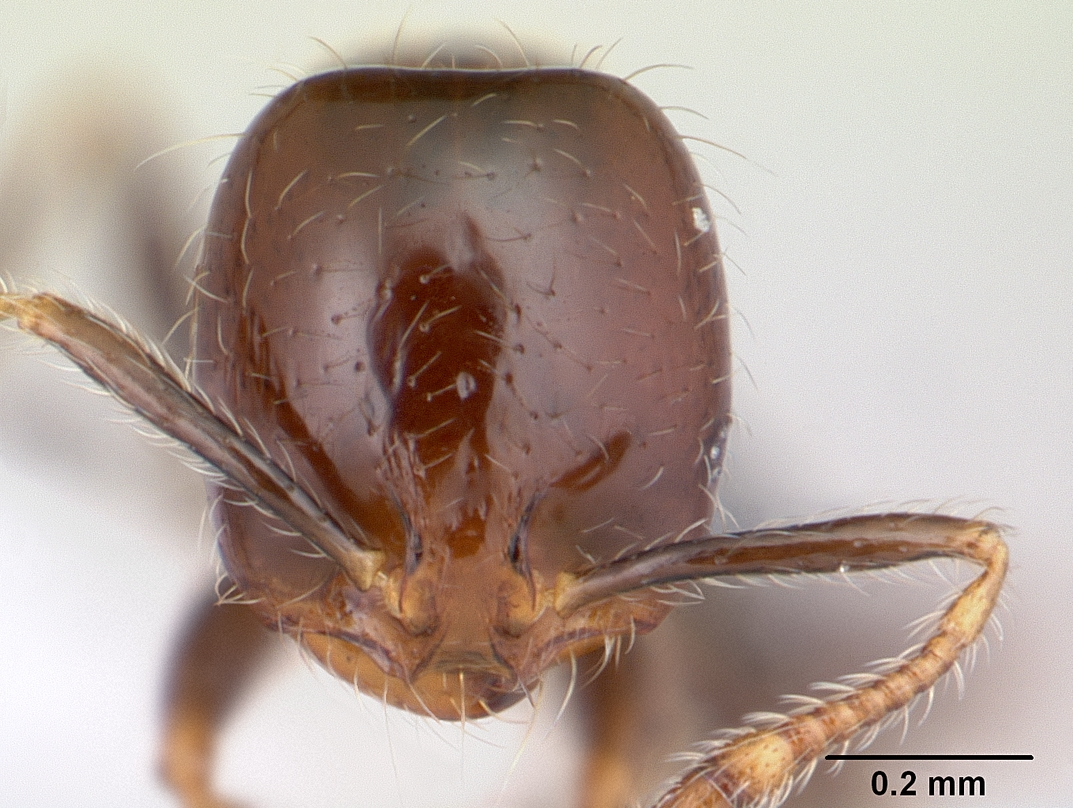
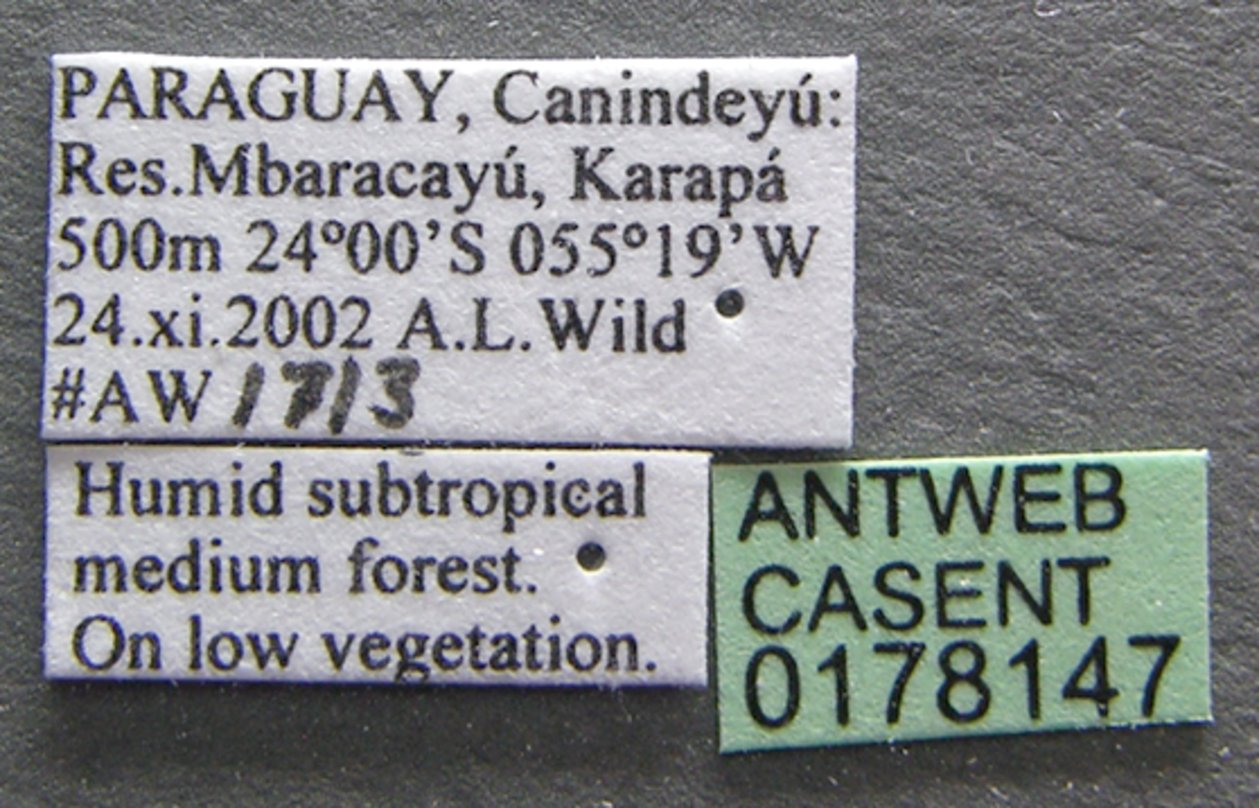
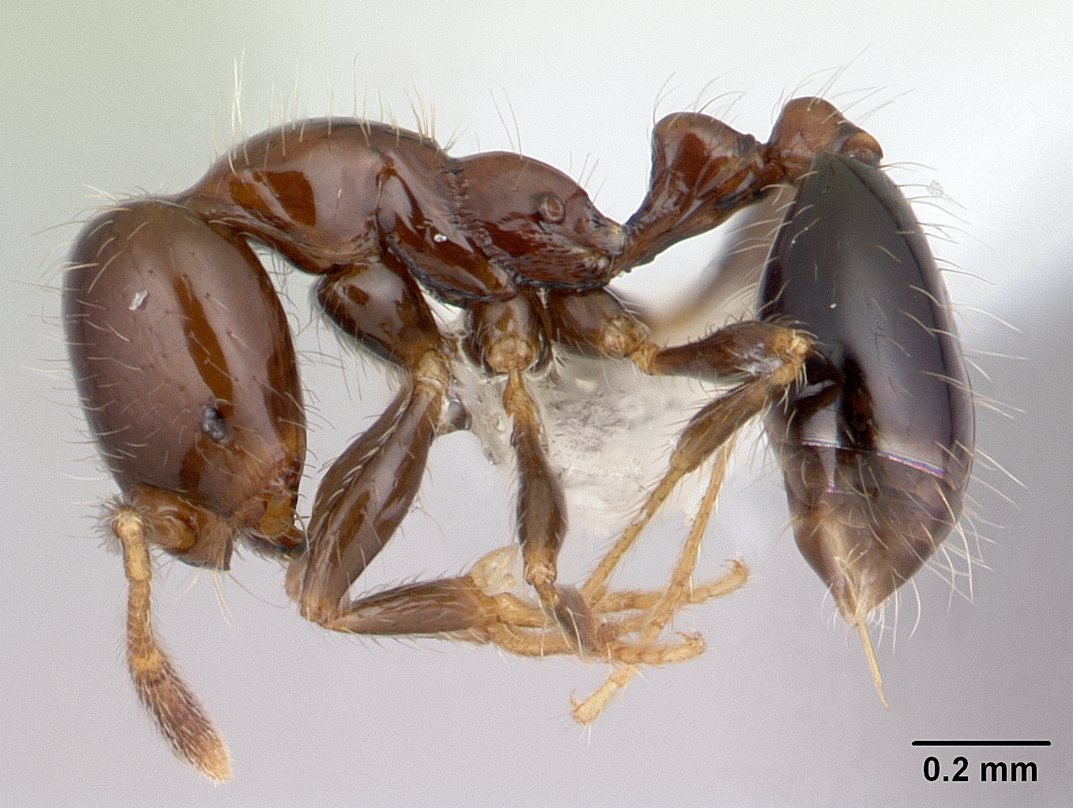